# Чурюмов, Клим Иванович
Клим Ива́нович Чурю́мов (укр. Клим Іванович Чурюмов, 19 февраля 1937, Николаев, СССР — 15 октября 2016, Харьков, Украина) — советский и украинский астроном, первооткрыватель комет 67P/Чурюмова — Герасименко (1969) и C/1986 N1/Чурюмова — Солодовникова (1986).
Член-корреспондент Национальной академии наук Украины, действительный член Нью-Йоркской академии наук, директор Киевского планетария, главный редактор астрономического научно-популярного журнала «Наше Небо» (2006—2009), президент Украинского общества любителей астрономии. Популяризатор науки, детский писатель.

## Биография
Был четвёртым из восьми детей Ивана Ивановича и Антонины Михайловны Чурюмовых. Отец погиб во время Великой Отечественной войны в 1942 году.
В 1949 году семья переехала в Киев. После седьмого класса он поступил в Киевский железнодорожный техникум, который окончил с отличием в 1955 году. Получил рекомендацию к поступлению в высшие учебные заведения.
Поступил на физический факультет Киевского государственного университета им. Т. Г. Шевченко (специальность «физика, астрономия»). В 1960 году после его окончания был направлен на полярную геофизическую станцию в бухте Тикси Якутской АССР. Там он исследовал полярные сияния, земные токи и ионосферу.
В 1962 году, вернувшись в Киев, начал работать на заводе «Арсенал», где принимал участие в разработке астронавигационной аппаратуры для космических ракет и её испытании на космодромах Байконур и Плесецк. После окончания аспирантуры Киевского государственного университета (специальность «астрофизика»), где научным руководителем К. И. Чурюмова был профессор С. К. Всехсвятский, остался работать научным сотрудником на кафедре астрономии КГУ. Наблюдал за кометами на загородной станции Киевского университета в селе Лесники и в астрономических экспедициях в высокогорные районы Средней Азии, Кавказа, в Сибирь, Приморский край, на Чукотку и Камчатку.
В 1969 году университет снарядил экспедицию в составе трёх человек, в том числе Клима Чурюмова и Светлану Герасименко, для наблюдения периодических комет в Алма-Ату, в астрофизический институт (теперь Астрофизический институт им. В. Г. Фесенкова).
В 1972 году защитил кандидатскую диссертацию «Исследование комет Икейя-Секи (1967n), Хонда (1968с), Тахо-Сато-Косака (1969) и новой короткопериодической кометы Чурюмова-Герасименко на основе фотографических наблюдений».
В 1993 году в Институте космических исследований РАН (Москва) защитил докторскую диссертацию на тему «Эволюционные физические процессы в кометах».
С 1998 года — профессор Киевского университета им. Т. Шевченко. В январе 2004 года по решению президиума общества «Знание» был назначен директором научно-просветительского центра «Киевский планетарий».
17 февраля 1984 года именем учёного была названа малая планета (2627) Чурюмов, открытая 8 августа 1978 года Николаем Степановичем Черных в Крымской астрофизической обсерватории. Кроме того, Н. С. Черных назвал открытый им 11 сентября 1977 года в Крымской астрофизической обсерватории астероид № 3942 именем «Чуриванния» в честь двух Иванов Ивановичей Чурюмовых — отца и старшего брата Клима Ивановича Чурюмова, название одобрено Центром малых планет 18 февраля 1992 года.
Ещё одну из малых планет, (6646) Чуранта, открытую 14 февраля 1991 года в Паломарской обсерватории, исследовательница комет и астероидов американский профессор Элеанор Хелин назвала в честь матери Клима Ивановича Антонины Михайловны Чурюмовой, название одобрено Центром малых планет 9 мая 2001 года.
Скоропостижно скончался в больнице от последствий перенесённого инсульта на 80-м году жизни 15 октября 2016 года. Похоронен на Байковом кладбище в Киеве вместе со своей супругой, астрономом Ниной Феофановной Чурюмовой (1939—2018).

## Научная деятельность
Основные научные работы в области астрономии комет и астероидов. Работал в Астрономической обсерватории Киевского университета.
В сентябре 1969 года вместе с аспиранткой Светланой Герасименко во время наблюдения за кометой Комас-Сола, сделали фото, на котором оказалась ещё одна комета, получившая название по имени первооткрывателей — «Комета Чурюмова — Герасименко» (67P/Churyumov-Gerasimenko).
В 1986 году он открыл вторую, долгопериодическую, комету вместе с В. В. Солодовниковым (из Астрофизического института им. Фесенкова, Казахстан). Она получила название кометы Чурюмова — Солодовникова (C/1986 N1 Churyumov-Solodovnikov).
2 марта 2004 года Клим Чурюмов и Светлана Герасименко присутствовали на космодроме Куру во Французской Гвиане при запуске европейского межпланетного зонда «Розетта» (Rosetta), отправившегося к комете Чурюмова — Герасименко. Основной задачей зонда является исследование кометы Чурюмова — Герасименко, которой он достиг в 2014 году, и 12 ноября отделившийся от зонда спускаемый аппарат «Филы» выполнил 7-часовое сближение и в течение интервала 18:33…20:33 МСК осуществил в целом успешную посадку на поверхность кометы (три посадки с двумя отскоками).
Опубликовал более 800 научных работ, в том числе 4 монографии и 4 учебных пособия. Был научным консультантом по астрономии во время второго издания Украинской советской энциклопедии.
В качестве председателя научных оргкомитетов, организовал и провёл пятнадцать международных астрономических конференций: Всехсвятские чтения (1985, 1990, 1995, 2000, 2005, 2010), Международный семинар памяти профессора А. Ф. Богородского и С. К. Всехсвятского (1994), Международные конференции памяти И. С. Астаповича «АИСТ» (1998, 2003, 2008), Международные конференции КАММАК (1999, 2002, 2005, 2008, 2011), Международные конференции «Бредихинские чтения» (1983, 1992).
Под его научным руководством защищены одиннадцать кандидатских диссертаций по физике комет и теории и методике преподавания астрономии.
По инициативе К. И. Чурюмова Международный астрономический союз назвал национальными именами-символами малые планеты:
«(2427) Кобзарь» — в честь Т. Г. Шевченко,
«(2428) Каменяр» — в честь И. Я. Франко,
«(2431) Сковорода» — в честь украинского философа XVIII века Г. С. Сковороды,
«(4868) Кнушевия» — в честь Киевского национального университета (КНУ) им. Т. Шевченко,
«(22616) Боголюбов» — в честь советского физика и математика Н. Н. Боголюбова.

## Литературная деятельность
Являлся автором научно-популярных книг и детским писателем — автором нескольких сборников стихов для малышей («Малышам о профессиях», «Малышам о животных», «Ребятам о лодке», «Математика для малышей» (в соавторстве), «Приключения динозаврика Дино»). Автор множества научно-популярных статей.

## Награды
За открытие кометы Чурюмова — Герасименко К. И. Чурюмов был награждён медалью Астросовета АН СССР «За обнаружение новых астрономических объектов» (23 декабря 1975).
В 2005 году за цикл работ «Спектральные исследования звёзд и комет» награждён премией имени Н. П. Барабашова НАН Украины (совместно с И. А. Вакарчуком и Н. Г. Щукиной).
В 2003 году был удостоен ордена «За заслуги» III степени, а в 2009 году — II степени.
Являлся членом Международного астрономического союза (с 1979), Европейского астрономического союза (с 1992), Украинской астрономической ассоциации (с 1992); заслуженный работник народного образования Украины (с 1998).